# Lispe bahama
Lispe bahama är en tvåvingeart som beskrevs av John Otterbein Snyder 1958. Lispe bahama ingår i släktet Lispe och familjen husflugor. Inga underarter finns listade i Catalogue of Life.